# じゃんぼスクエア香芝
じゃんぼスクエア香芝（じゃんぼすくえあかしば)は、奈良県香芝市に所在する複合商業施設である。

## 概要
1989年4月1日にニチイ香芝店を核店舗として、じゃんぼスクエア香芝としてオープンした。その後、ニチイがサティへの店舗ブランド転換に伴い、店舗名をじゃんぼスクエア香芝サティに改称した。さらに2001年3月には、マイカルの不採算店舗の一斉閉鎖に伴いサティが閉店し、じゃんぼスクエア香芝に再改称した。また、香芝サティはマイカルの不採算店舗の閉鎖一号店として選ばれていた。

その後改装を行い、じゃんぼスクエア香芝としてリニューアルオープンした。

2020年現在、47の専門店で構成されている。

## 沿革
- 1989年（平成元年）4月1日 - ニチイ香芝店を核店舗として開業。
- 1990年代 - ニチイがサティに業態転換する。
- 2001年（平成13年）
  - 4月30日 - サティが閉業する。
  - 5月26日 - 近商ストアが開業する[5]。
- 2020年（令和2年）
  - 5月12日 - 近商ストアが閉業する[6]。
  - 9月22日 - 万代が開業する[7]。

## テナント
- 万代 - スーパーマーケット
- マツモトキヨシ - ドラッグストア

- ブックオフ[8]（2階）

### かつて存在した店舗
- エディオン - 2015年閉店[6]
- 近商ストア - 2020年閉店[6]

## フロア構成
| 階   | フロア概要                   |
| 屋上 | 屋上駐車場                   |
| 3階  | 屋内駐車場                   |
| 2階  | 専門店                       |
| 1階  | 万代・マツモトキヨシ・専門店 |
| 地階 | 駐車場                       |